# Albert Hofmann
Albert Hofmann (Baden, 1906. január 11. – Burg, Basel-Landschaft kanton, 2008. április 29.) svájci vegyész, az „LSD atyja”.

## Élete
A svájci Badenben született és a Zürichi Egyetemen tanult kémiát. Fő érdeklődési területe az állatok és növények biokémiája volt és fontos felfedezései voltak a kitin kutatásában, mely egy gyakori állati anyag – ebből szerezte a doktorátusát is.
Hofmann a Sandoz gyógyszercégnél kezdett dolgozni (ma Novartis) Bázelben, ahol gombákból, anyarozsból származó ergot alkaloidokat kezdett tanulmányozni és kidolgozta ezek ipari előállításának technológiáját.

## Magyarul megjelent művei
- LSD. Bajkeverő csodagyerekem. Egy „varázsszer” felfedezése; ford. Bereczky Tamás; Edge 2000–NDI, Bp., 2003 (Drogtörténet klasszikusai)